# Бельдюга Фёдорова
Бельдюга Фёдорова (лат. Zoarces fedorovi) — вид морских мягкокожих рыб из семейства бельдюговых (Zoarcidae). Обнаружены в северной части Охотского моря. Максимальная длина — 23,0 см (самцы) и 31,5 см (самки); вес 92—154 г. Имеют 102—108 позвонков. Встречаются на глубине до 10 м. Найден под камнями в протоках реки во время отлива и описан в 2007 году сотрудниками 	Института биологических проблем Севера ДВО РАН (Черешнев И. А., Назаркин М. В., Чегодаева Е. А.) и назван в честь советского ихтиолога Владимира Владимировича Федорова, внёсшего большой вклад в изучение систематики бельдюговых рыб и ихтиофауны морей Дальнего Востока.